# Divadlo Konvikt
Divadlo Konvikt, o. s. bylo občanské sdružení, které v roce 2006 založili v Olomouci studenti Katedry divadelních filmových a mediálních studií FF UP, a to především za účelem podpory kulturních aktivit v prostorách Uměleckého centra Univerzity Palackého. Již v průběhu prvního roku svého působení pozvali na půdu divadelního sálu celou řadu divadelních souborů, navázali spolupráci s kulturním networkem Nová síť, a především pak společně s Pastiche filmz pořádali první ročník festivalu Týden improvizace.
11. března 2014 se transformovali na obecně prospěšnou společnost DW7 o.p.s., svoje aktivity rozšířili o zajištění provozu scény Divadla na cucky a projekt komunitního zahradničení Za(o)hrada.

## Projekty Divadla Konvikt a DW7 o.p.s.
Od svého založení uskutečnilo širokou škálu kulturních a vzdělávacích projektů jako je:
- uvádění divadelních inscenací hostujících souborů
- realizace workshopů, dílen a besed
- koprodukce divadelních představení
- realizace scénických čtení, iniciace vzniku paradivadelních aktivit
- realizace festivalů Divadelní Flora,[3] Týden improvizace a Velká inventura, spolupráce s dalšími festivaly (Křižovatky, TANEC PRAHA, projekty Pastiche filmz)
- realizace videodokumentací divadelních představení (např. na festivalu Wolkrův Prostějov)
- od r. 2013 provoz scény a rezidenčního sídla Divadla na cucky na Dolním náměstí
- projekt komunitního zahradničení Za(o)hrada v Pekární ulici